# 北京市人民代表大会
北京市人民代表大会，简称北京市人大，是中华人民共和国北京市的地方国家权力机关。其常设机构为北京市人民代表大会常务委员会。